# Wendy Turnbull
Wendy Turnbull (Brisbane, 1952. november 26. –) ausztrál teniszezőnő. 1975-ben kezdte profi pályafutását, kilenc Grand Slam-tornán diadalmaskodott, kilenc egyéni és ötvenöt páros WTA-torna győztese.

## Grand Slam-győzelmek

### Páros
- Roland Garros: 1979
- Wimbledon: 1978
- US Open: 1979, 1982

### Vegyes
- Roland Garros: 1979, 1982
- Wimbledon: 1983, 1984
- US Open: 1980